# Alekszandra Konsztantyinovna Kosztyenyuk
Alekszandra Konsztantyinovna Kosztyenyuk (oroszul: Александра Константиновна Костенюк); (Perm, 1984. április 23. –) orosz-svájci sakkozó, nemzetközi nagymester, női sakkvilágbajnok (2008-2010), Európa-bajnok (2004), csapatban háromszoros sakkolimpiai bajnok és háromszoros Európa-bajnok, kétszeres orosz bajnok, Svájc férfi és női sakkbajnoka.

## Élete és sakkpályafutása
Ötéves korában, édesapjától tanult meg sakkozni. 1994-ben megnyerte a 10 év alattiak Európa-bajnokságát, és ugyanebben az évben holtversenyben első lett a 10 év alattiak világbajnokságán. 1996-ban a 12 év alattiak korosztályában ifjúsági világbajnok lett, és ugyanebben az évben megnyerte az U12 korosztály Európa-bajnokságát is.
1997-ben, 13 éves korában megkapta a női nemzetközi nester (WIM) címet, egy évvel később pedig női nagymester (WGM) lett. 2000-ben lett nemzetközi mester, 2004 novemberében szerezte meg a nemzetközi nagymester címet (ő a tizedik nő, akinek ez sikerült).
2004-ben megnyerte az Európa-bajnokságot. 2005-ben Oroszország bajnoka lett.
2006-ban ő lett az első hivatalos Fischer random sakk női világbajnok, miután Németország legjobb női játékosa, Elisabeth Pähtz ellen 5,5–2,5 arányban győzött. 2008-ban megismételte ezt a sikerét, és megvédte világbajnoki címét.
2008-ban 2,5–1,5 arányban legyőzte a kínai Hszü Jü-huát, és ezzel ő lett a női sakkozás 12. világbajnoka.
2008. októberben a Szellemi Világjátékokon is aranyérmet szerez villámsakkban.
2013-ban megnyerte Svájc férfi sakkbajnokságát, majd nem sokkal később a női bajnokságon is első helyezést ért el. Ezzel ő lett a svájci sakk történetében az első személy, aki egyaránt győzött a férfi és a női bajnokságon is.
Oroszország 2013. évi női bajnokságának szuperdöntőjében a 2. helyet szerezte meg Valentyina Gunyina mögött.
A 2013. évi Európa-bajnokságon, amelyet a magyar színekben induló Hoang Thanh Trang nyert meg, holtversenyben a 2–7. helyen végzett.
2016-ban megnyerte Oroszország női szuperbajnokságát.
Kosztyenyuk mottója: a sakk jó (chess is cool), ezért sokat tesz a sakk népszerűsítéséért. Van egy húga (Okszana) is, aki szintén nagyon jó sakkjátékos (jelenleg női FIDE-mester). Férje Diego Garces, aki nála 25 évvel idősebb, Svájcban született, de kolumbiai származású. Egy lánya van, neve Francesca Maria (2007-ben született). 2009 óta tagja az „Egységes Oroszország” pártnak.
Tagja a „Bajnokok a békéért” klubnak, amelyben 54 neves élsportoló szolgálja a sporttal a békét a monacói székhelyű „Béke és Sport” nevű szervezet égisze alatt.
2017. áprilisban az Élő-pontszáma 2541, ezzel a női világranglistán a 7. helyen áll. Legmagasabb pontszámát 2557 ponttal 2016. áprilisban érte el. Legjobb világranglista-helyezése a 2006. áprilisban elért 3. helyezés volt.

## Eredményei a világbajnokságokon
Először 17 évesen kvalifikálta magát a 2001-es női sakkvilágbajnokságra, ahol rögtön a döntőig jutott. A kieséses rendszerű versenyen legyőzte az amerikai Jennifer Shahadét, majd Ázsia bajnokát, a vietnámi–magyar kettős állampolgár Hoang Thanh Trangot, a már világbajnoki döntőt is játszott orosz Alisza Galljamovát. A negyeddöntőben a 6. kiemelt moldáv Almira Skripchenko volt az ellenfele, az elődöntőben a később, 2006-ban világbajnokságot nyerő Hszü Jü-hua ellen is nyerni tudott. Csak a kínai Csu Csen tudta megállítani győzelmi sorozatát, akitől a döntőben rájátszás után 5–3 arányban kikapott, így ezúttal még nem sikerült megszereznie a világbajnoki címet.
A 2004-es női sakkvilágbajnokságon az első fordulóban győzött a kazah Maria Sergeeva ellen, a 2. körben azonban kikapott a litván Viktorija Čmilytėtől, és így kiesett.
A 2006-os női sakkvilágbajnokságon a 3. fordulóig jutott. 2–0 arányban győzött az 1. körben a kanadai Natalia Khoudgarian, és a második fordulóban az örmény Elina Danielan ellen, de a 3. körben ismét Viktorija Čmilytė állította meg.
A 2008-as női sakkvilágbajnokság hozta meg számára a régen várt sikert. Az 1. fordulóban az iráni Atousa Pourkashiyan elleni 2–0 arányú győzelemmel kezdett, a 2. fordulóban a visszalépő versenyzők miatt erőnyerő volt. A 3. fordulóban Tatyjana Koszincevát, a negyeddöntőben a későbbi, 2012-es világbajnok Anna Usenyinát győzte le, az elődöntőben a svéd Pia Cramling ellen győzedelmeskedett. A döntőben megállította a kínai csodagyerek, az akkor még mindössze csak 14 éves, és később többszörös világbajnok Hou Ji-fan menetelését, ezzel megszerezte a világbajnoki címet.
A 2010-es női sakkvilágbajnokságon az első fordulóban az algériai Amina Mezioud legyőzése után sikerrel vette a második akadályt is, legyőzve a grúz Sopiko Khukhasvilit. A harmadik körben a rájátszás után szenvedett vereséget a kínai Zsuan Lu-fejtől, aki később a döntőbe jutott, és ott kapott ki rájátszás után Hou Ji-fantól.
A 2012-es női sakkvilágbajnokságon az első fordulóban még sikeresen vette az akadályt az amerikai Tatev Abrahamyan ellen, de a második körben vereséget szenvedett az orosz Natalja Pogonyinától.
A 2015-ös női sakkvilágbajnokságon a harmadik fordulóig jutott, ahol az indiai Drónavalli Hárika ütötte el a továbbjutástól.
A 2017-es női sakkvilágbajnokságon a második körben az ukrán Inna Gaponyenko, a harmadikban a svéd Pia Cramling, majd a negyeddöntőben a kínai Ni Si-csün legyőzésével az elődöntőig jutott, ahol azonban vereséget szenvedett az ukrán Anna Muzicsuktól.
A 2019-es női sakkvilágbajnokság versenysorozatában az első alkalommal megrendezett világbajnokjelöltek versenyén a 7. helyen végzett.

## Csapateredményei
2002 óta hét olimpián vett részt, amelyeken Oroszország csapatában három arany, két ezüst és egy bronzérmet, egyéniben egy ezüst és egy bronzérmet szerzett.
A női sakkcsapat világbajnokságon Oroszország válogatottjaként 2011-ben 2., 2013-ban 3. helyezést ért el.
2003 óta nyolc alkalommal volt tagja az orosz válogatottnak a sakkcsapat Európa-bajnokságokon, amelyeken csapatban öt arany, egy ezüst és két bronzérmet, egyéniben négy arany, egy ezüst és egy bronzérmet szerzett.
A női Bajnokcsapatok Európa Kupájában 2003-ban 1. helyezést ért el az SK-Internet CG Podgorica csapatával. 2009-ben a CE de Monte Carlo csapatával a 2. helyet szerezték meg. 2013-ban és 2014-ben az ShSM-RGSU Moscow csapatával a 3. helyen végeztek, egyéniben Kosztyenyuk 2012-ben és 2014-ben a legjobb, 2013-ban a 3. legjobb eredményt érte el tábláján.

## Kiemelkedő versenyeredményei
1999: 1. helyezés, Drezda

## Emlékezetes játszmái
- The World vs Alexandra Kosteniuk, 2004, Szicíliai védelem, Najdorf-változat. Angol támadás (B90), 0–1
- Alexandra Kosteniuk vs Alexander Onischuk, Corus, Group B 2005, Spanyol megnyitás, klasszikus változat (C65), 1–0
- Anna Ushenina vs Alexandra Kosteniuk, 2008-as női sakkvilágbajnokság, Nimzoindiai védelem, Noa-változat (E34), 0–1

## Megjelent könyvei
- Kosteniuk, Alexandra. How I became a grandmaster at age 14. Moscow (2001). ISBN 5829300435
- Как стать гроссмейстером в 14 лет. Moscow, 2001. 202, [2] с., [16] л. ил. ISBN 5-89069-053-1.
- Как научить шахматам : дошкольный шахматный учебник / Александра Костенюк, Наталия Костенюк. Moscow : Russian Chess House, 2008. 142 с ISBN 978-5-94693-085-7.
- Kosteniuk, Alexandra. Diary of a Chess Queen. Mongoose Press (2009). ISBN 978-0-9791482-7-9

## Díjai és elismerései
2014: „Za zaszlugi pered Otecsesztvom” I. fokozat